# Шеверницький В'ячеслав Вікторович
В'ячеслав Вікторович Шеверницький (1895–1964) — один з найстаріших вчених-зварювальників, видатний фахівець в галузі міцності зварювальних конструкцій, соратник і учень академіка Є. О. Патона. Більше тридцяти років плідно працював в Інституті електрозварювання.

## Біографія
Більшість свого життя жив та працював у Києві. В 1931 р він проводить свої перші досліди з вишукування раціональних зварювальних вузлів і визначенню впливу різних чинників на міцність з'єднань. З тих пір цей напрям досліджень тісно пов'язаний з ім'ям В'ячеслава Вікторовича Шеверницького. Він виконав велику кількість робіт, з яких близько вісімдесяти опубліковано в пресі.
Багато сил В'ячеслав Вікторович віддавав вихованню молодих інженерів в Київському політехнічному та Інженерно-будівельному інститутах. Молодим науковцям він щедро передавав свій досвід і знання, під його керівництвом успішно захищено велике число дисертацій. Напередодні другої світової війни В. В. Шеверницький був заступником директора Інституту електрозварювання з наукової частини.
В часі нацистської окупації — виконувач обов'язків директора Інституту електрозварювання, виконувач обов'язків вченого секретаря, старший науковий співробітник Інституту будівельної механіки.
Після закінчення Нацистсько-радянської війни він очолював відділ металознавства і флюсів, а з 1948 р — відділ міцності зварювальних конструкцій.
Член Всесоюзного товариства політкаторжан та поселенців у засланні. За інформацією історика Олексія Шаповалова (м. Миколаїв) В. В. Шеверницький провів у тюрмі / на каторзі (достеменно не відомо) два роки чотири місяці. Був звільнений з Миколаївської каторжної тюрми. Цей факт випливає з посвідчення від 5 березня 1917 р., яке видав начальник тюрми.

## Дослідницька робота
У дослідницькій роботі В. В. Шеверницький вирішував питання зварювання металів . Під його керівництвом було вирішено багато питань цієї складної проблеми, що сприяло обґрунтованого застосування зварювання у відповідальних конструкцій, що працюють при низьких температурах. За його активної участі створені проекти і виготовлений ряд зварених пролітних залізно-дорожніх споруд, автодорожніх мостів, починаючи від перших дослідних і закінчуючи найбільшим мостом ім. Є. О. Патона через р. Дніпро.